# Санта-Мария-ла-Реаль (Нахера)
Санта-Мария-ла-Реаль-де-Нахера (исп. Santa María la Real de Nájera) — монастырь в городе Нахере на севере Испании (провинция Риоха). Основан королём Наварры Гарсией III; освящение состоялось в 1052 году. С 1079 года принадлежал бенедиктинцам; вплоть до XV века подчинялся французскому аббатству Клюни. На протяжении веков служил местом погребения королей, членов королевских семей и знати. Неоднократно перестраивался; нынешнее здание храма с клуатром относится к XV—XVI векам. В XIX веке, в период Пиренейских войн, монастырь пришёл в запустение; в 1895 году был передан ордену францисканцев, при которых вновь стал действующей обителью. В 1889 году был объявлен национальным культурным достоянием; в 1993 году вошёл в список Всемирного наследия ЮНЕСКО как один из памятников, расположенных на Пути Святого Иакова.

## История
Нахера — небольшой город на севере Испании (провинция Риоха). В X—XI веках это был важнейший центр региона, с 923 по 1076 год служивший столицей одноимённого королевства. Большую роль в развитии города сыграло его расположение на пути Святого Иакова; ещё до основания Санта-Мария-ла-Реаль Нахера была крупным религиозным центром, где имелось несколько храмов и монастырей.

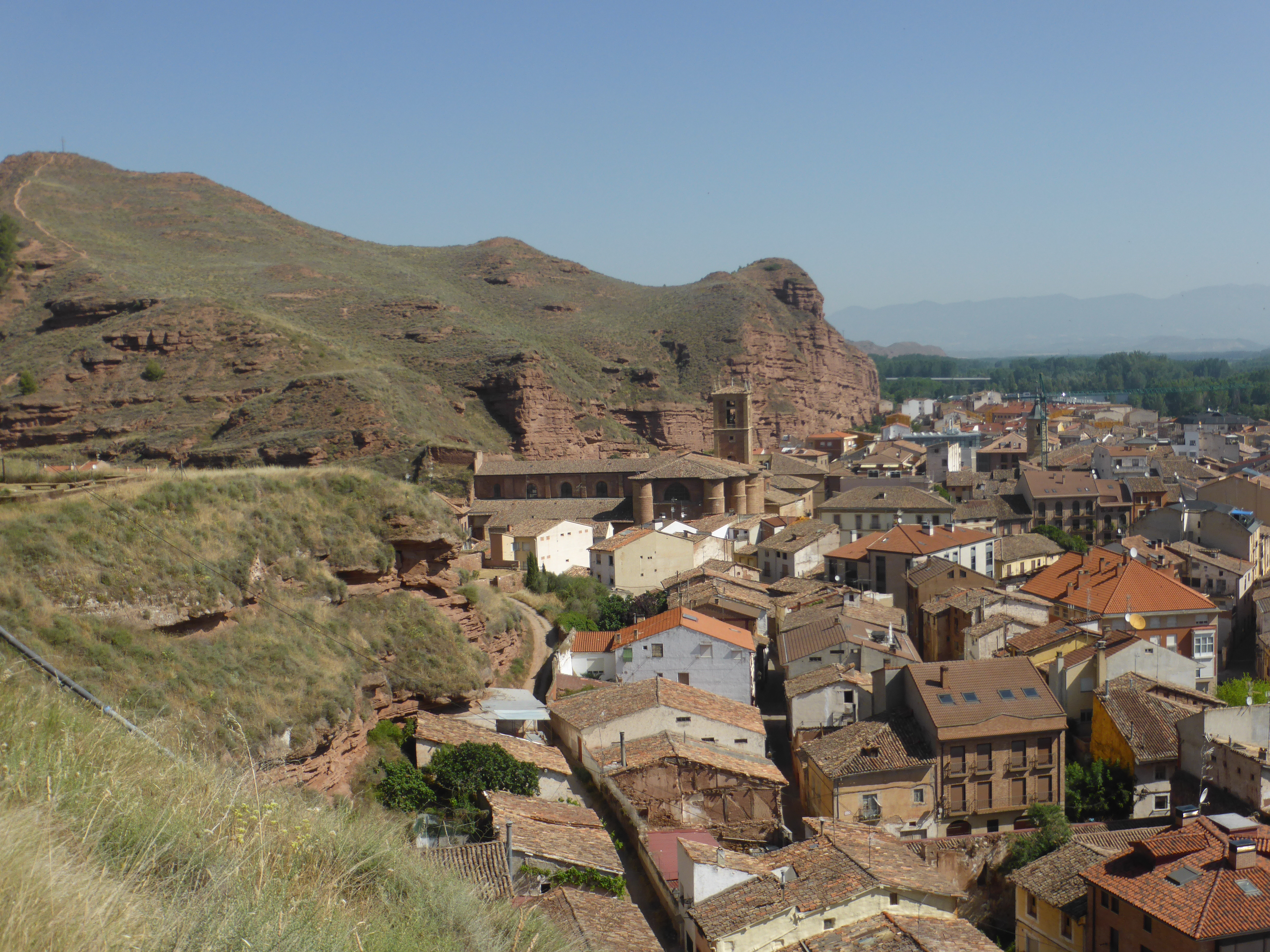
Монастырь в панораме Нахеры

Монастырь Санта-Мария-ла-Реаль был основан королём Гарсией Санчесом III. Согласно легенде, в 1043 или 1044 году король, охотясь, последовал за своим соколом и обнаружил в лесу пещеру, а в пещере алтарь с образом Девы Марии, и дал обет построить над пещерой храм в честь Богоматери, если одержит победу над мусульманами в предстоявшем сражении. Кампания оказалась успешной, приведя в 1045 году к завоеванию Калаорры, и Гарсия выполнил свой обет. Однако завершилось строительство церкви уже после смерти короля благодаря его жене, Стефании де Фуа, и его сыну и преемнику Санчо IV. Освящение состоялось 12 декабря 1052 года; на торжественной церемонии присутствовали король с супругой, Фердинанд I Кастильский, Рамиро I Арагонский, граф Рамон Беренгер I Барселонский, а также многочисленные представители знати, аббаты и епископы.
Со времени своего основания храм стал епископской резиденцией и местом упокоения королей, принцев и знатных дворян Наварры. Предполагается, что именно здесь в XI веке был создан так называемый «Миссал из Силоса»: старейшая из известных западноевропейских рукописей на бумаге.
После того как в 1076 году королевство Нахера перестало существовать, 3 сентября 1079 года король Кастилии Альфонсо VI передал Санта-Мария-ла-Реаль монахам-бенедиктинцам из ордена Клюни. С тех пор монастырь оставался под абсолютным контролем французского аббатства вплоть до XV века, когда начался сложный процесс отделения. В 1486 году, после смерти настоятеля Гонсало де Кабредо, монахи Санта-Мария-ла-Реаль самостоятельно, без согласований с аббатством Клюни, избрали настоятелем Пабло Мартинеса де Уруньюэлу. Папа Иннокентий VIII утвердил это назначение, что способствовало обретению независимости. Наконец, 19 февраля 1511 года папа Юлий II принял постановление об окончательном выходе монастыря из подчинения ордену Клюни и его передаче конгрегации Сан-Бенито в Вальядолиде.

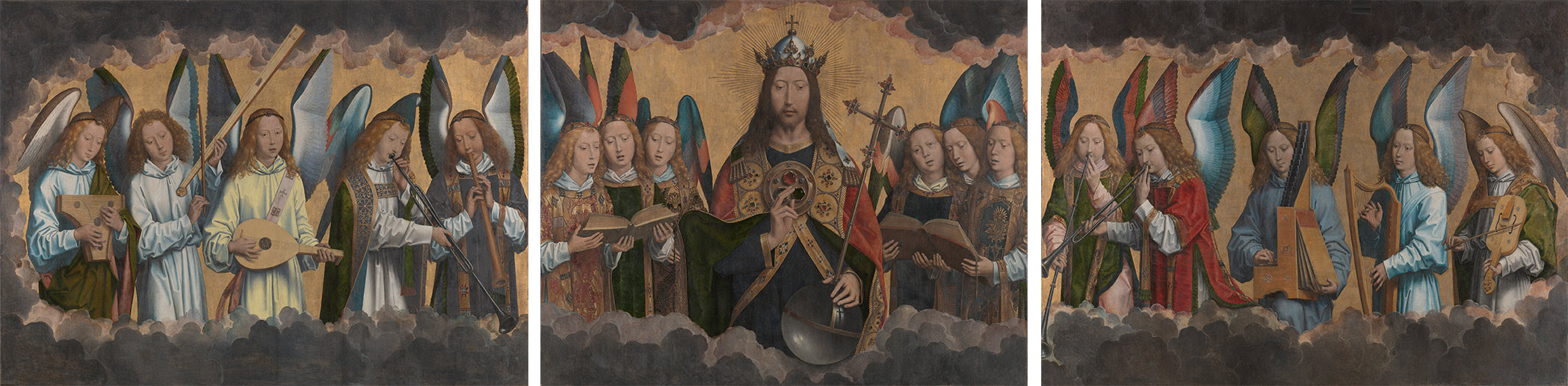
Ханс Мемлинг. Бог Отец с поющими и музицирующими ангелами. Ок. 1483—1494

Сохранившиеся документы свидетельствуют, что к концу XIV века монастырский храм пребывал в полуразрушенном состоянии. На протяжении XV века он последовательно реконструировался, расширялся и фактически был полностью перестроен. В 1483 году настоятель Гонсало де Кабредо заказал новый алтарный образ фламандскому художнику Хансу Мемлингу; он выполнил заказ в соответствии с испанской традицией XV века, для которой были характерны монументальные алтари. Установленный в 1494 году, алтарь превзошёл своими размерами (почти семь метров в длину и два в высоту) всё, ранее созданное как самим Мемлингом, так и его фламандскими предшественниками. Впоследствии алтарная композиция была утрачена; от неё сохранился лишь один фрагмент, известный как «Бог Отец с поющими и музицирующими ангелами». В 1692 году алтарь Мемлинга был заменён другим, барочным, который находится в храме по сей день.
В XIX веке, в эпоху Пиренейских войн, монастырь пережил тяжёлые времена: непрекращающиеся бои, грабежи, конфискации церковного имущества и прочие бедствия привели его в плачевное состояние. В 1835 году монахи покинули обитель, после чего она подверглась ещё более масштабным разграблениям и впоследствии использовалась как казарма и как госпиталь. Лишь в 1889 году монастырь был объявлен национальным культурным достоянием, после чего началось его постепенное возрождение. В 1895 году он был передан в собственность ордену францисканцев, при которых был восстановлен и вновь стал действующей обителью. В 1993 году монастырь Санта-Мария-ла-Реаль вошёл в список Всемирного наследия ЮНЕСКО как один из памятников, расположенных на Пути Святого Иакова.

## Архитектура и внутреннее убранство

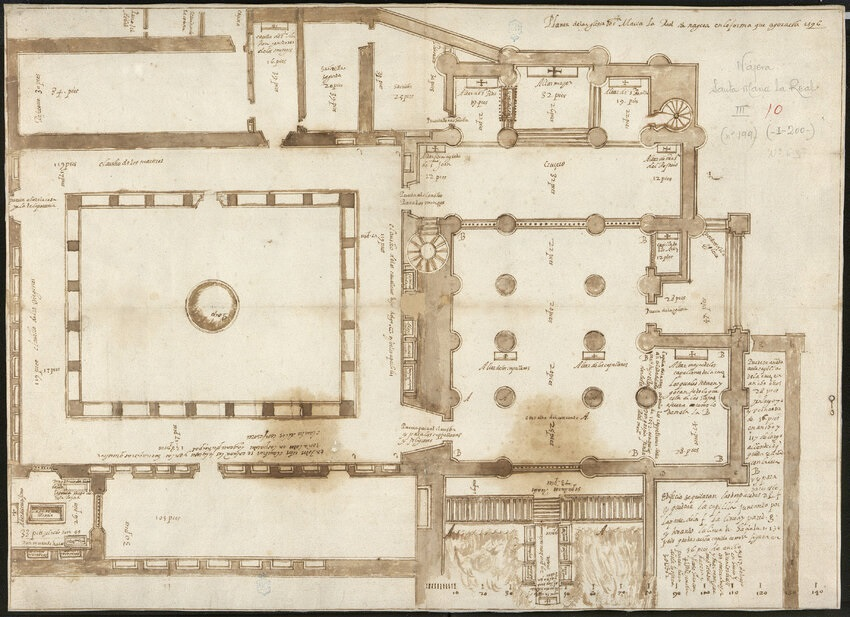
План церкви Санта-Мария-ла-Реаль 1596 года

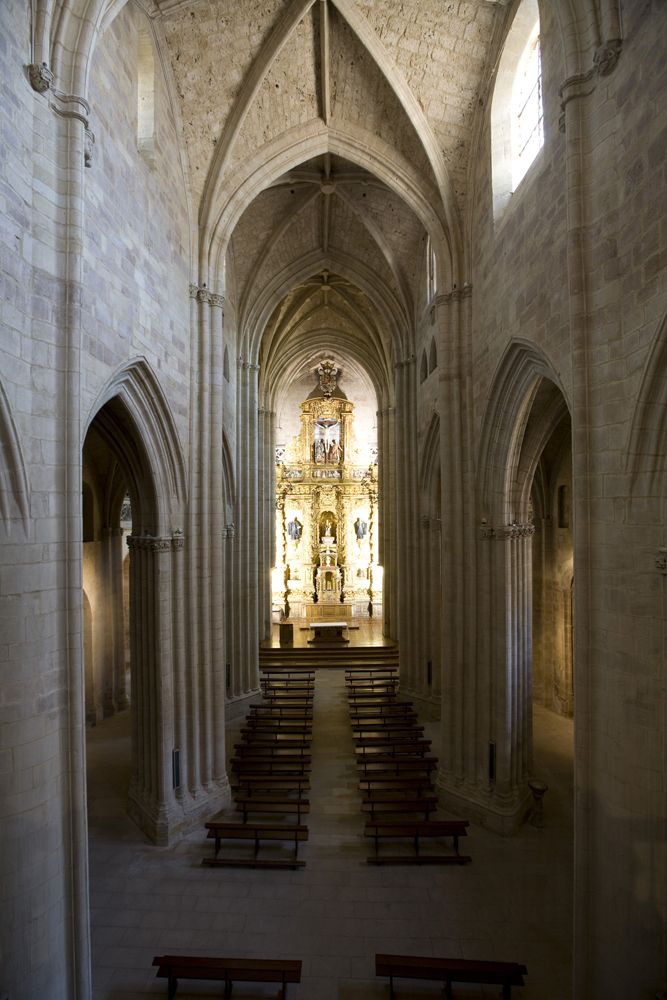
Центральный неф и алтарь

Монастырь Санта-Мария-ла-Реаль находится в западной части города, примыкая к подножию горы Мальпика таким образом, что выдолбленная в этой горе пещера, найденная королём Гарсией Санчесом, находится прямо под зданием храма. В настоящее время к ней примыкает королевский пантеон; войти в пещеру можно через него.
От первоначальной постройки XI века не сохранилось практически ничего; предположительно она была выполнена в романском стиле со следами мосарабского влияния и включала в себя пещеру, надстроенный над ней храм, жилые помещения для духовенства и, вероятно, госпиталь и приют для паломников. В XII и XIII веках монастырь неоднократно перестраивался, а в середине XV века был реконструирован полностью, так что нынешнее здание, датируемое XV—XVI веками, принадлежит уже не романскому стилю, а поздней готике и ренессансу. Оно представляет собой трёхнефный храм с тремя апсидами и двухъярусным клуатром, пристроенным в XVI веке. Снаружи алтарная часть фланкирована шестью башнями цилиндрической формы; с южной стороны возвышается четырёхугольная в плане башня.

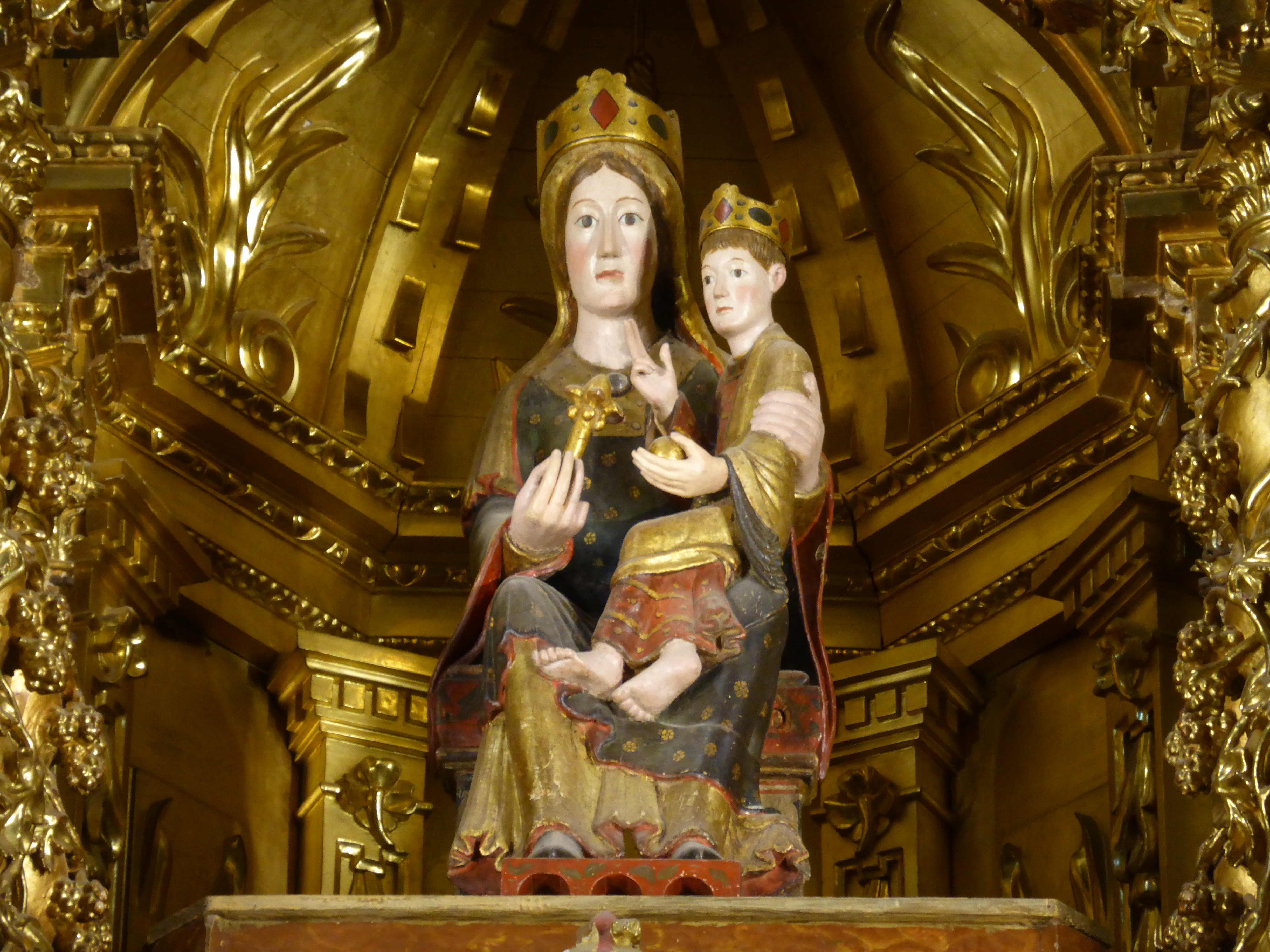
Скульптура XII века (часть алтарной композиции)

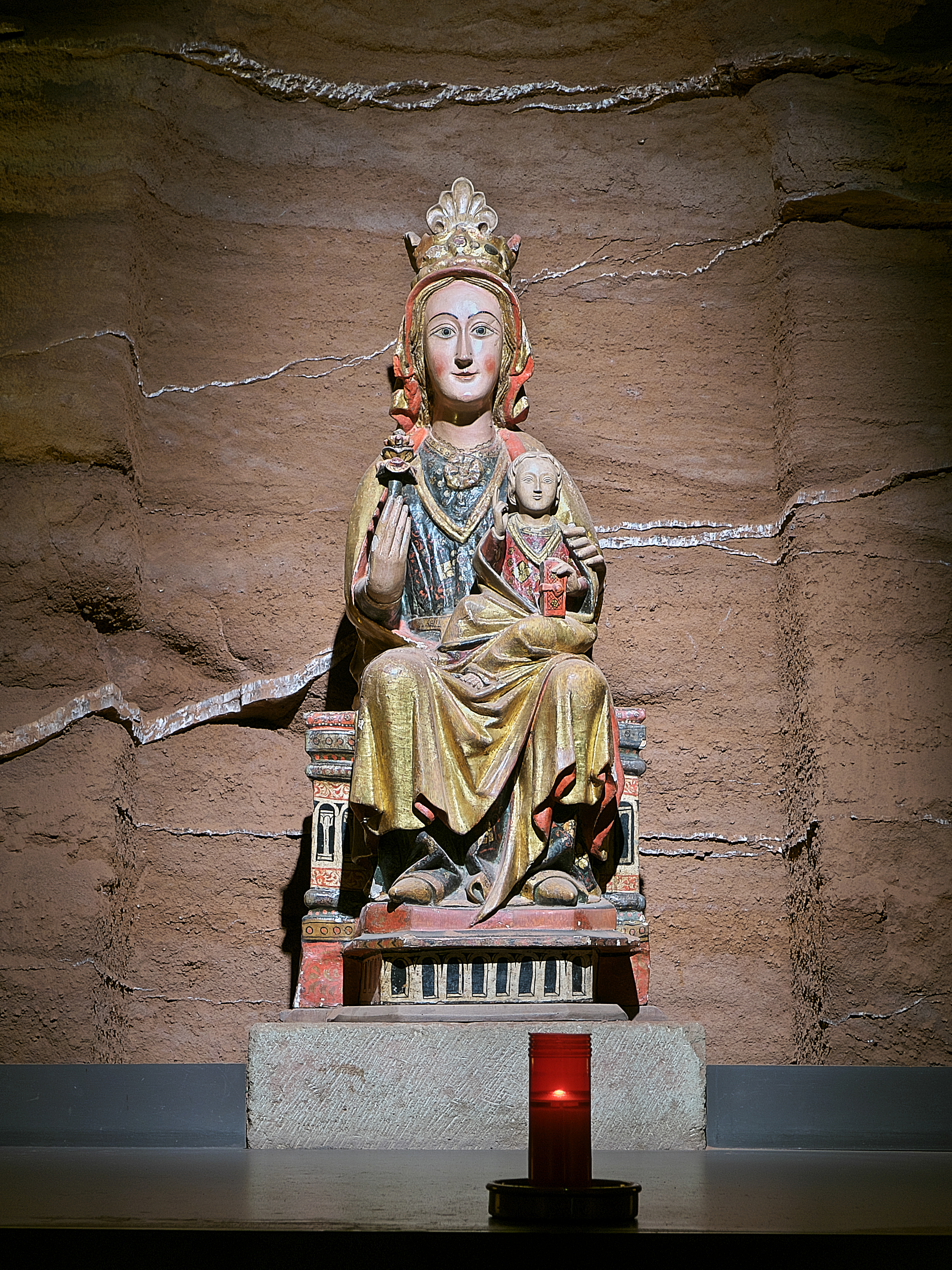
Скульптура XIV века (в пещере)

Внутри храма высокие крестовые своды опираются на десять колонн, образующих три нефа; в верхнем ярусе имеется небольшой трифорий. Главный алтарь в барочном стиле относится к XVII веку; в его центре находится деревянная полихромная скульптура (127 × 49 см), изображающая Богоматерь с Младенцем. Нередко утверждается, будто это тот самый образ, который был явлен королю в пещере, однако в действительности скульптура создана не ранее середины XII века. Первоначально она находилась в пещере под храмом, однако образ был столь почитаем, что в конце концов его поместили в алтарь. В пещере же с 1845 года находится другая скульптура, также Богоматери с Младенцем, датируемая XIV веком и известная как Дева с розой (Virgen de la Rosa).

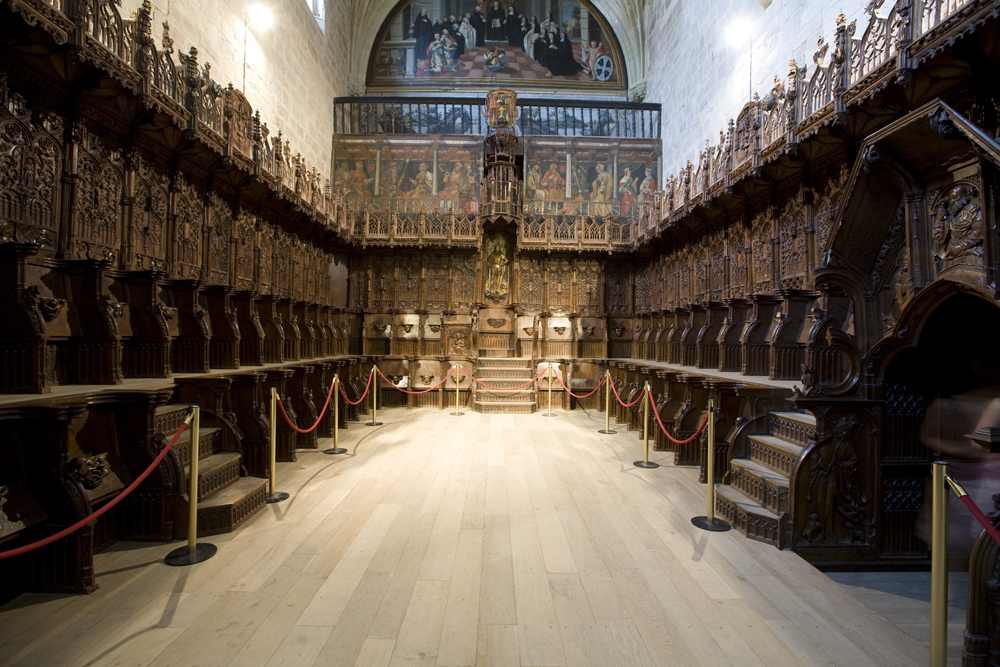
Хоры с резными скамьями

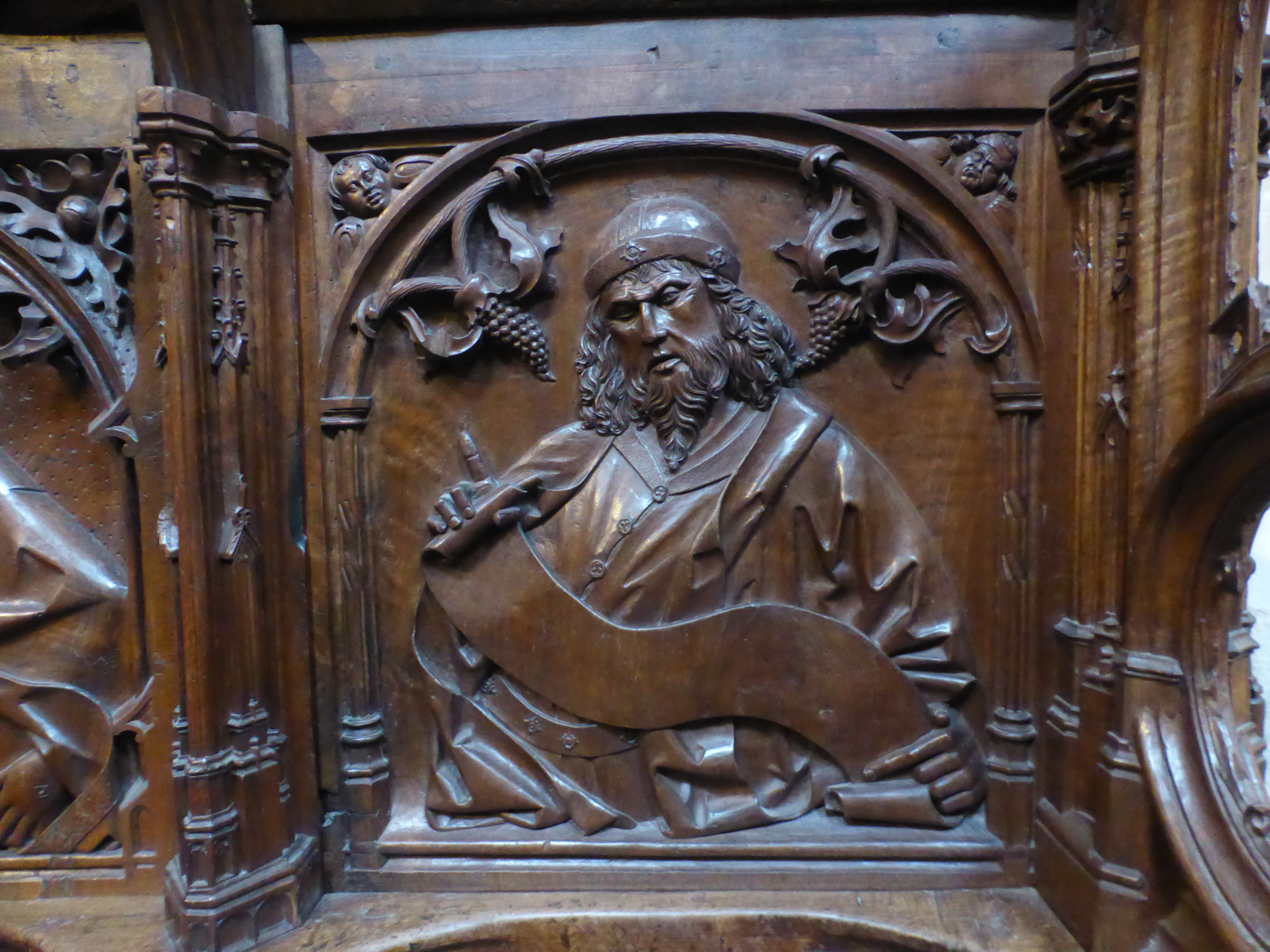
Резьба на спинке одного из сидений

В верхнем ярусе центрального нефа находятся хоры с рядами деревянных скамей, состоящих из 37 «высоких» и 27 «низких» сидений и богато украшенных резьбой, в которой геометрические и растительные мотивы соседствуют с религиозными сюжетами и сценами повседневной жизни. По всей видимости, скамьи из древесины ореха — работа местных мастеров, братьев Андреса и Николаса Амутио, созданная около 1493—1495 годов. Однако впоследствии они неоднократно реставрировались и переделывались, поэтому отдельные части демонстрируют большое разнообразие стилей. Возможно, это было вызвано необходимостью адаптировать оригинальные скамьи к помещению, для которого они изначально не были предназначены.

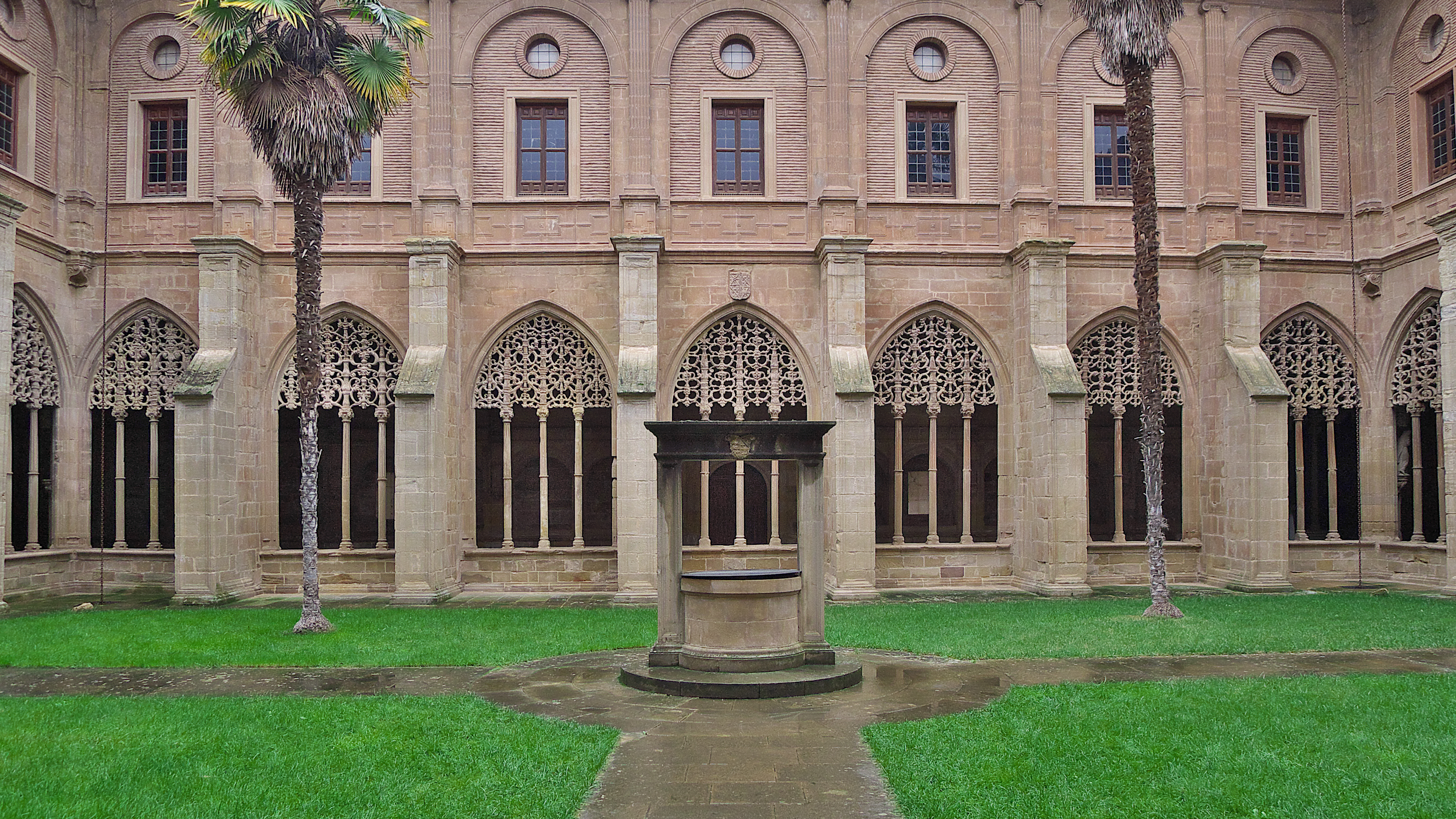
Клуатр рыцарей

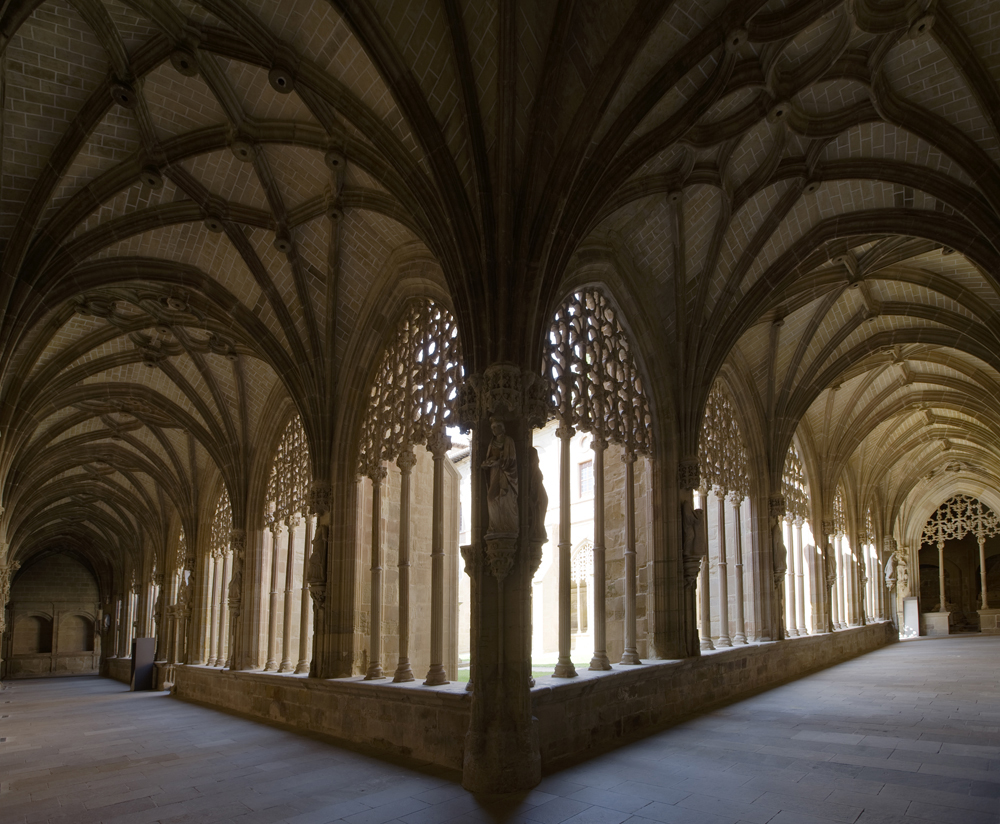
Внутренний вид

В 1517—1518 годах к зданию храма был пристроен клуатр, ныне известный как Клуатр рыцарей (Claustro de los Caballeros). В XVI—XVIII веках он был местом погребения самых знатных дворян Риохи и Наварры: отсюда название. Из захоронений сохранились лишь двадцать гробниц в стенных нишах; изящная архитектура, сочетающая готику и стиль платереско, сильно пострадала в 1809 году, когда клуатр использовался как казарма. В галереях клуатра обращают на себя внимание капелла королевы-консорта Португалии Месии Лопес де Аро (известная также как капелла Животворящего креста — capilla de la Vera Cruz), захоронение дворянина Гарси Лассо Руиса де ла Веги, погибшего в битве при Нахере в 1367 году, и мавзолей кастильско-леонского аристократа Диего Лопеса II де Аро. Вход в клуатр осуществляется через ворота, известные как ворота Карла V; над ними находится императорский герб — двуглавый орёл.

## Королевский пантеон

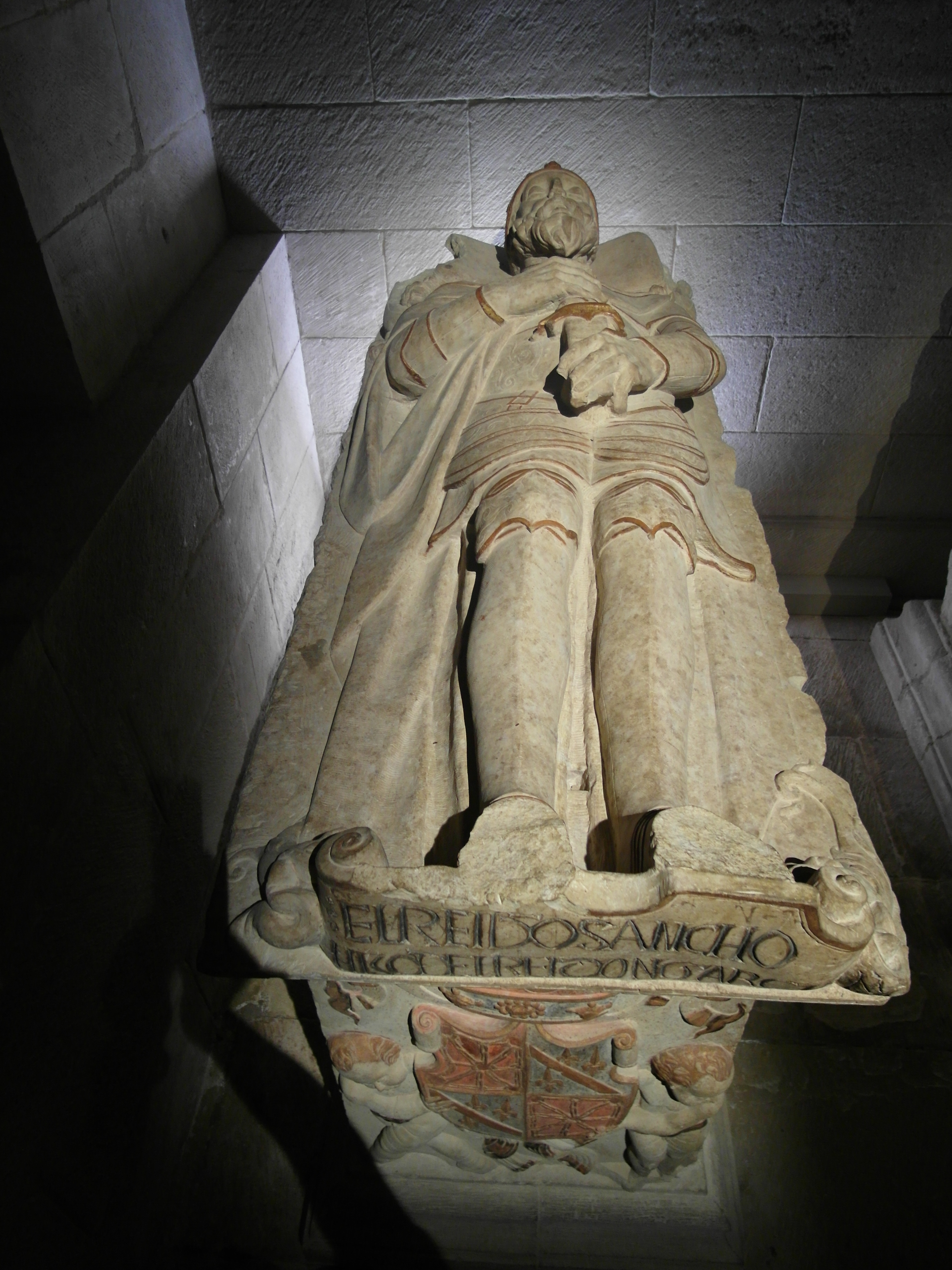
Надгробие короля Наварры Санчо II Абарки

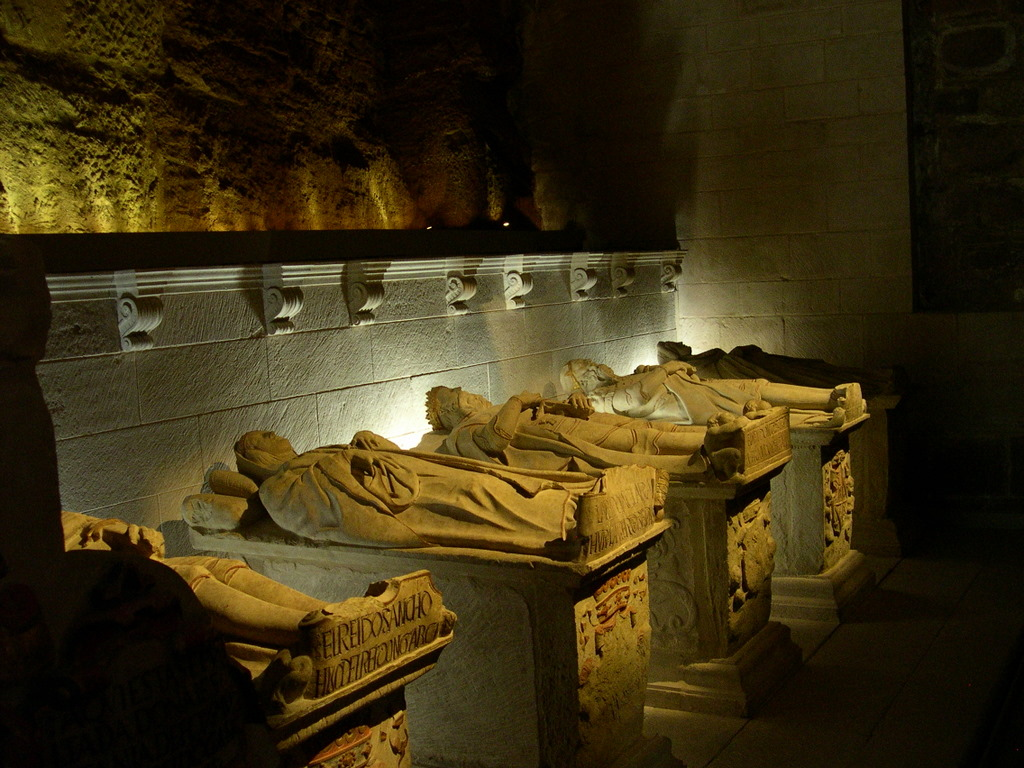
Королевская усыпальница

Королевский пантеон расположен на нижнем уровне церкви, под хором, перед входом в пещеру, где, по преданию, король Дон Гарсия нашёл образ Богоматери. Хотя сам пантеон был создан лишь в 1566 году, сюда были перенесены останки двенадцати королевских особ, живших в период с X по XII век. В частности, здесь покоятся представители двух королевских династий: династии Хименес, правившей королевством Нахера-Памплона с 918 по 1076 год, и династии короля Гарсии IV Восстановителя, отца Бланки Наваррской. В числе прочих в королевском пантеоне погребены король Гарсия III, основатель монастыря, и его жена донья Стефания (их надгробия с полихромными скульптурами расположены по обеим сторонам от входа в пещеру); король Бермудо III, Санчо IV Пеньяленский и король Санчо VI Мудрый.

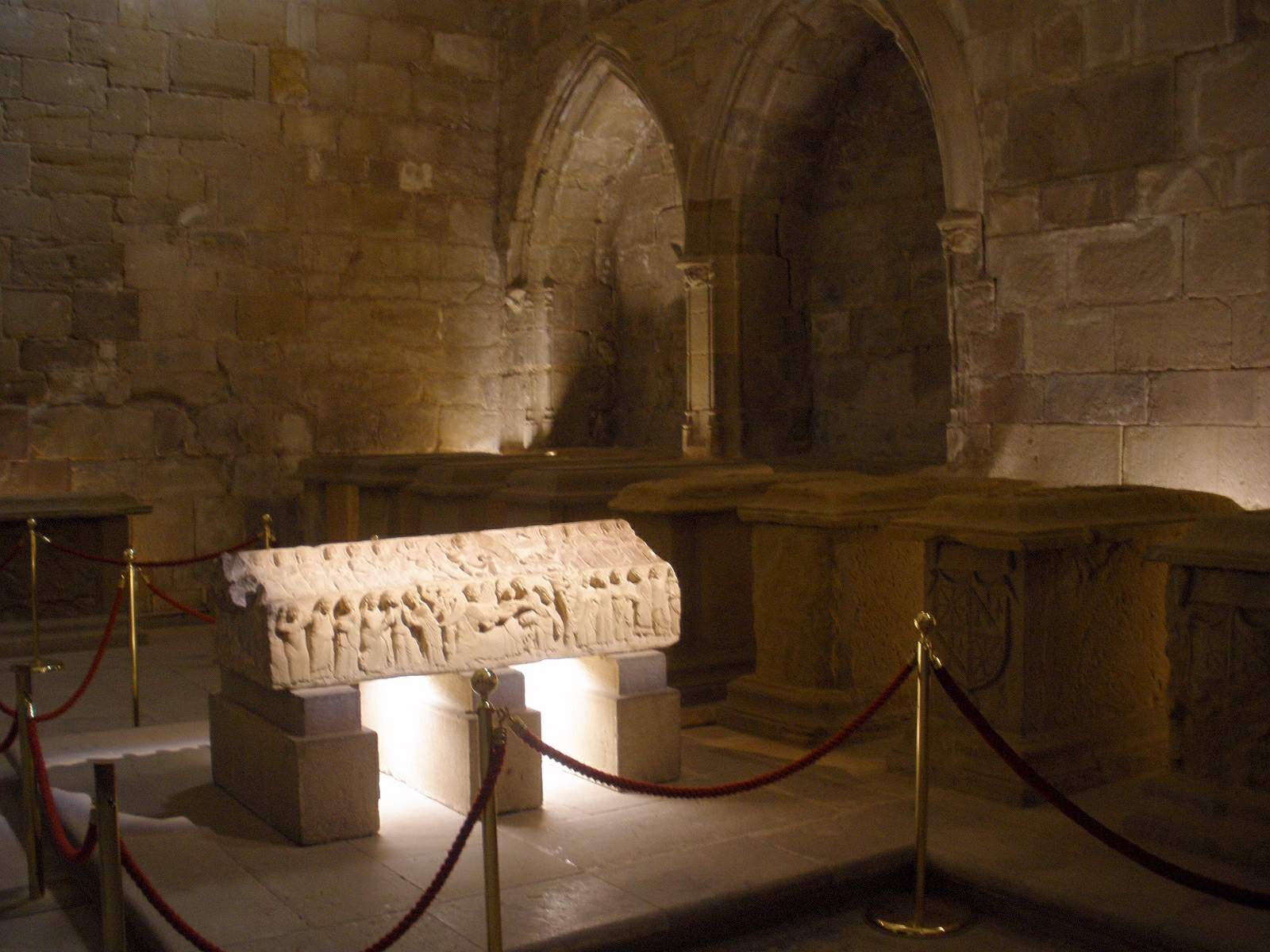
Пантеон младенцев

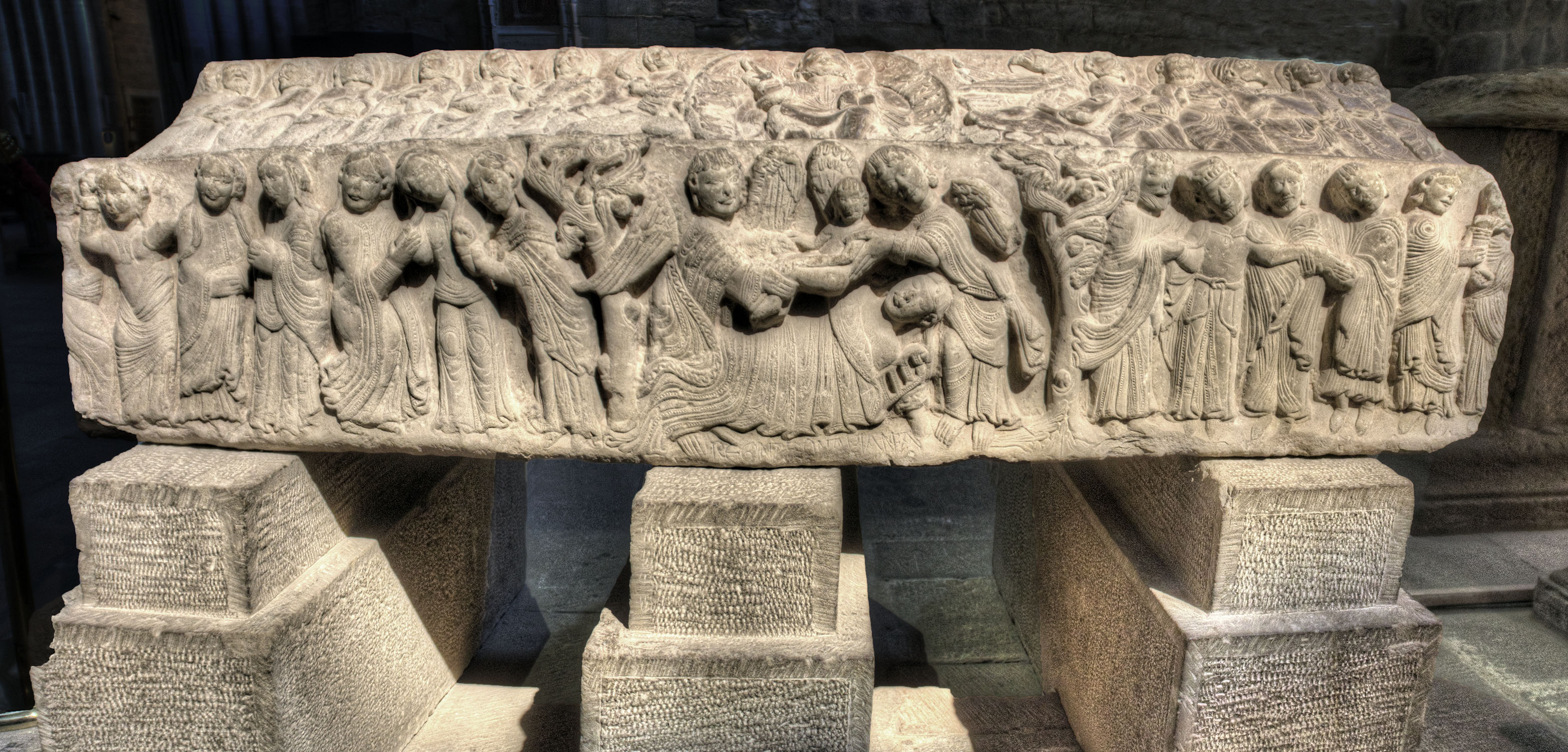
Саркофаг Бланки Наваррской

Слева от королевского пантеона находится так называемый Пантеон младенцев: тринадцать гробниц, принадлежащих второстепенным членам королевской семьи. Перед этими гробницами помещена крышка саркофага XII века, принадлежавшего донье Бланке Наваррской, жене короля Санчо III и матери Альфонсо VIII, умершей при родах в возрасте восемнадцати лет в 1156 году. Эта крышка из монолитного камня, украшенная барельефами, изображающими смерть Бланки и горе её мужа, а также сцены из Ветхого и Нового Завета, — единственный предмет, сохранившийся от средневековых гробниц королей.